# 원창저수지
원창저수지는 강원특별자치도 춘천시 동산면 원창리에 있는 저수지이다. 
306ha 농경지의 관개를 위하여 1985년에 착공하여 1998년 준공되었으며, 한국농어촌공사에서 관리하고 있다. 저수지 주변에 산세도 그리 험하지 않고 원시림이 그대로 보존된 숲과 계곡이 비경을 이루고 있는 연엽산이 위치해 있어 등산객들의 발길이 잦다.

## 저수지 규모
- 유역면적 : 1,300ha
- 저수량 : 3,255천m3
- 관개면적 : 306ha

## 시설 제원
- 댐형식 : 흙댐 (필댐)
- 제방 : 길이 195m, 높이 : 41.7m,
- 물넘이 : 측수로식, 길이 55m, 월류수심 1.6m